# Сірфосс (Меріленд)
Сірфосс (англ. Cearfoss) — переписна місцевість (CDP) в США, в окрузі Вашингтон штату Меріленд. Населення — 176 осіб (2020).

## Географія
Сірфосс розташований за координатами 39°41′57″ пн. ш. 77°46′35″ зх. д. / 39.69917° пн. ш. 77.77639° зх. д. (39.699133, -77.776340).  За даними Бюро перепису населення США в 2010 році переписна місцевість мала площу 0,52 км², уся площа — суходіл.

## Демографія
Згідно з переписом 2010 року, у переписній місцевості мешкало 178 осіб у 71 домогосподарстві у складі 56 родин. Густота населення становила 342 особи/км².  Було 76 помешкань (146/км²).
Расовий склад населення:
| - 94,4 % — білих - 0,6 % — азіатів - 1,7 % — осіб інших рас |

До двох чи більше рас належало 3,4 %. Частка іспаномовних становила 3,4 % від усіх жителів.
За віковим діапазоном населення розподілялося таким чином: 20,8 % — особи молодші 18 років, 65,7 % — особи у віці 18—64 років, 13,5 % — особи у віці 65 років та старші. Медіана віку мешканця становила 44,0 року. На 100 осіб жіночої статі у переписній місцевості припадало 97,8 чоловіків;  на 100 жінок у віці від 18 років та старших — 88,0 чоловіків також старших 18 років.
Цивільне працевлаштоване населення становило 29 осіб. Основні галузі зайнятості: фінанси, страхування та нерухомість — 51,7 %, роздрібна торгівля — 48,3 %.